# American: The Bill Hicks Story
American: The Bill Hicks Story è un documentario biografico britannico sulla vita del comico Bill Hicks. Il film è stato prodotto e girato da Matt Harlock e Paul Thomas e contiene riprese d'archivio e interviste a familiari ed amici del comico statunitense deceduto il 26 febbraio 1994 per cancro del pancreas.
I registi hanno usato la tecnica d'animazione del cut-and-paste per dare la sensazione del movimento a molte foto che documentavano la vita di Hicks.
Il documentario ha fatto il suo debutto in Nord America al South by Southwest Film Festival nel 2010.
Ha ricevuto una nomination ai Grierson British Documentary Award nella categoria "Most Entertaining Documentary" nel 2010 e una nella categoria "Best Graphics and Animation" ai Cinema Eye Awards del 2011. Ha ricevuto il premio "Oxford American's Best Southern Film Award" ai The Dallas Film Festivals Texas Filmmaker Award ed è stato premiato come miglior documentario al Downtown LA Film Festival.